# Forculus peculiaris
Forculus peculiaris är en insektsart som beskrevs av William Lucas Distant 1912. Forculus peculiaris ingår i släktet Forculus och familjen sköldstritar. Inga underarter finns listade i Catalogue of Life.